# Doru Tureanu
Doru Tureanu (n. 11 ianuarie 1954, București, România – d. 11 martie 2014, București, România) a fost un jucător român de hochei pe gheață.

## Carieră
Tureanu a fost un star al CS Dinamo București din Liga Națională de hochei pentru 11 ani și i-a ajutat să câștige șase campionate, în 1971, 1972, 1973, 1976, 1979 și 1981.
De asemenea a fost un membru cheie al Echipei națională de hochei pe gheață a României, cu care a luat parte la 17 Campionate Mondiale de Hochei pe Gheață, din 1971–1987 și la Jocurile Olimpice de iarnă, în 1976 și 1980.
La Olimpiada din 1976, Tureanu a marcat 6 goluri și a dat 6 pase de gol în numai 6 meciuri. La Olimpiada din 1980 a marcat 5 goluri și a dat 2 pase de gol în 5 meciuri.
După Olimpiada din 1976 lui Tureanu i-a fost oferit un contract de către echipa Montreal Canadiens din NHL. Tureanu a respins oferta pentru a sta în București cu mama lui bolnavă. Trei ani mai târziu, canadienii și-au trimis reprezentanți la București pentru a încerca să semneze cu el un contract, dar Securitatea a aflat și l-a obligat să refuze oferta.
În decembrie 2010, s-a anunțat oficial că Tureanu va fi inclus în IIHF Hall of Fame într-o ceremonie, care a avut loc la Bratislava, Slovacia, pe 15 mai 2011. Este al doilea român inclus în IIHF Hall of Fame după coechipierul său de la Dinamo, Eduard Pană.
A murit pe 11 martie 2014 la Spitalul Colentina, după ce pe 2 martie făcuse o comoție cerebrală.

## Legături externe
- en Doru Tureanu la Olympedia.org